# Жаркое лето в Кабуле
«Жаркое лето в Кабуле» — советско-афганский фильм об Афганистане времен ввода ограниченного контингента советских войск. Снят в 1983 году на киностудии «Мосфильм» режиссёрами Али Хамраевым и Вали Латифи. Последняя роль в кино Олега Жакова

## Сюжет
Ленинградский профессор Фёдоров получает приглашение читать лекции в Кабульском университете. Через Шереметьево рейсом 531 он вылетает в Кабул. По пути в гостиницу его удивляют женщины в чадре. Встречающий Мельников ему объясняет, что Афганистан — мусульманская страна, и по местному летосчислению здесь XIV век (1360 год от хиджры). В первый же день он как медик отправляется в центральный госпиталь, где принимает участие в операциях. Его удивляет деление больных на своих и душманов («врагов революции»), среди которых есть дети, которые не умеют читать, но умеют стрелять. Ассистентка Фёдорова Гульча показывает Кабул, обращая внимание на дворец короля, ЦК НДПА, Советский культурный центр и 1-й танк Апрельской революции на постаменте. Постепенно доктор понимает, что он на войне. Убийства происходят прямо в госпитале. Медсестру Мариам убивают на улице после работы. Сам Фёдоров едва не становится жертвой душманов, когда старик просит его помочь — осмотреть раненого сына на окраине города. Затем профессор Фёдоров решает слетать в Кандагар, где его вертолёт подбивают душманы. Лишь вертушки с десантниками рассеивают «банды врагов революции». Фильм заканчивается пляской революционных афганских солдат вокруг костра.

## В ролях
- Олег Жаков — профессор Фёдоров
- Николай Олялин — Мельников
- Гуля Ташбаева — Гульча
- Лейли Хамраева — Мариам
- Матлюба Алимова — Сухейль
- Мухаммад Насим — Басмачонок